# مرآة قرص العسل

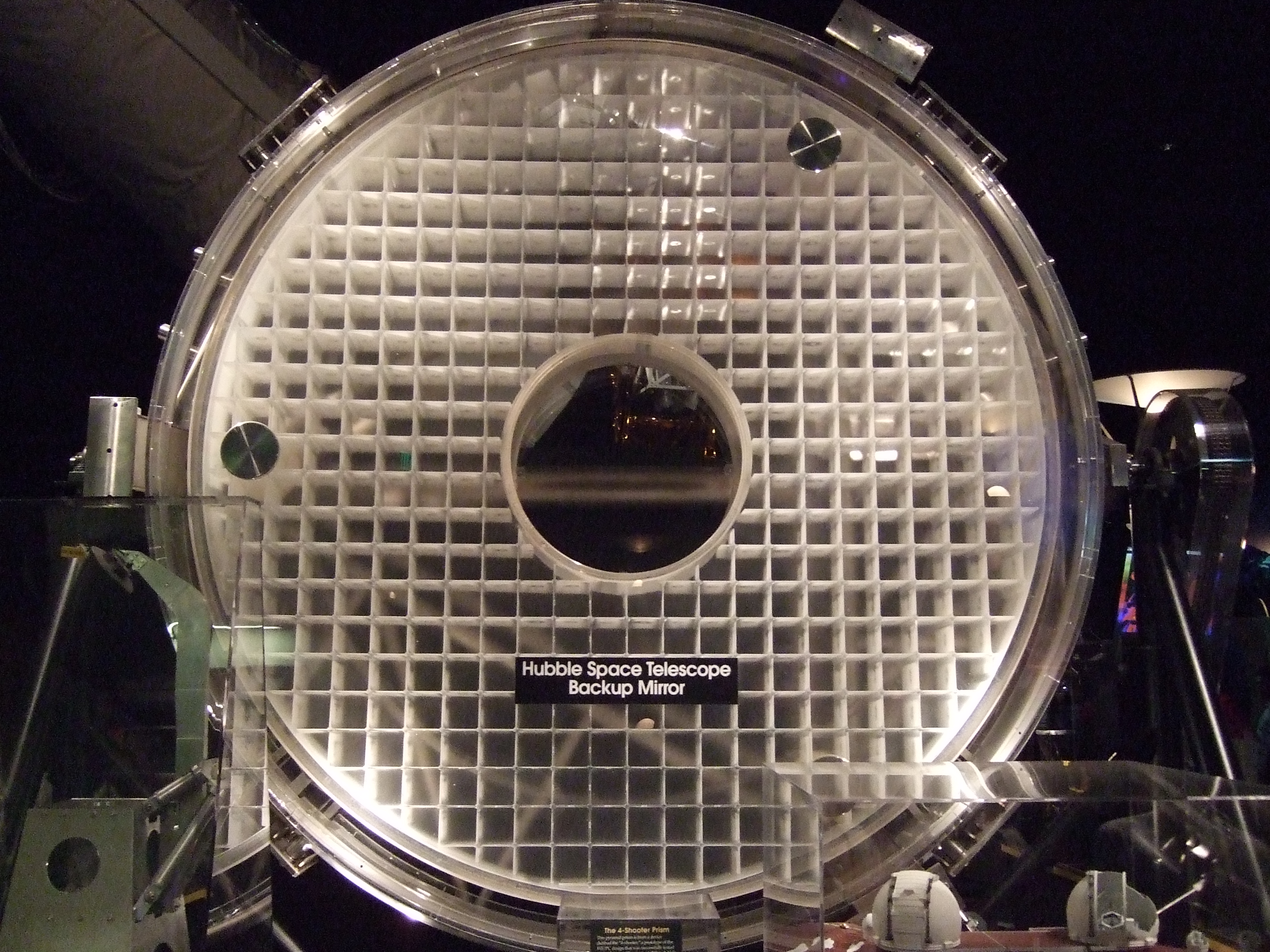
المرآة الرئيسة لـمرصد هابل الفضائي، ويظهر بناؤها الشبيه بقرص العسل.

مرآة قرص العسل هي مرآة كبيرة تُستخدم عادة كمرآة رئيسة في المقارب العاكسة الفلكية، ذات الوجه المدعوم بهيكل مضلع يشبه قرص العسل. تصميم المرآة قرص العسل يوفر الصلابة الكافية للبصريات فائقة الدقة مع تقليل وزن المرآة. تقليل وزن المرآة يسمح بدعم وتحكم أقل وأخف مما يؤدي إلى خفض التكلفة الإجمالية للمقراب. 
تطور مرآة قرص العسل فتح مجالات لصنع أدوات أكبر مما يمكن صنعه بالمرايا الصلبة لأنها ثقيلة وبطيئة ميكانيكيًّا. ويمكن لتصاميم قرص العسل أن تقلل من وزن المرآة بنسبة تصل إلى ثمانين في المئة.